# Les Baobabs
Pour les articles homonymes, voir Baobab (homonymie).
Les Baobabs est une chanson française composée en 1949 par Henri Betti avec des paroles d'André Hornez. Elle a été déposée à la Sacem le 16 mars 1949 et éditée par Ray Ventura.

## Histoire
Henri Betti et André Hornez ont écrit la chanson pour l'opérette Baratin qui était mise en scène par Alfred Pasquali à l'Européen. Dans l'opérette, cette chanson était interprétée par Roger Nicolas.

## Liste des pistes
78 tours - Pathé 2602 enregistré le 24 février 1949 avec une orchestration de Marius Coste.
A. Les Baobabs
B. Baratin (musique d'Henri Betti et paroles d'André Hornez)

## Reprises
Le 27 janvier 1949, la chanson a été créée par son compositeur Henri Betti avec l'orchestre de Ray Ventura. Le 8 février 1950, il l'interprète au piano à l'émission de radio Gala de Bernay.
Le 17 juin 1949, les Sœurs Étienne enregistrent la chanson avec l'orchestre de Raymond Legrand.
Le 22 juin 1949, Francis Linel, Jacques Fervil et Gina Mario enregistrent la chanson avec l'orchestre de Marcel Coestier.
Le 12 juillet 1949, Théophile Rossotti enregistre la chanson avec l'orchestre d'Henri Rossotti.
Le 5 avril 1950, Roger Nicolas chante la chanson avec l'orchestre de Marcel Stern à l'émission de radio Pour Passer le Temps.
En 1956, Ginette Baudin enregistre la chanson avec l'orchestre de Franck Pourcel.
En 1957, Annie Fratellini chante la chanson avec l'orchestre de Georges Derveaux à l'émission 36 Chansons présentée par Jean Nohain.
En 1993, Domi Emorine joue la musique de la chanson à l'accordéon avec l'orchestre de Jean Sala à l'émission La Chance aux chansons présentée par Pascal Sevran.
En 2021, Philippe Brocard enregistre la chanson avec l'orchestre des Frivolités parisiennes pour l'album Frivol's Club.

## Filmographie
En 1956, Roger Nicolas et Ginette Baudin chantent la chanson dans Baratin qui est l'adaptation cinématographique de l'opérette.